# Хаджар (гори)
Хаджар (араб. جِبَال ٱلْحَجَر, трансліт. Jibāl al-Ḥajar) — гори на північному сході Оману, а також на сході Об'єднаних Арабських Еміратів є найвищим гірським масивом на сході Аравійського півострова. 
Також відомі як «Оманські гори», 

вони відокремлюють низовинну прибережну Оманську рівнину від високогірного пустельного плато та лежать за 50–100 км від Оманської затоки.

## Геологія

Топографічна карта гір Хаджар з тектонічними та геологічними локалізаціями

### Орографія і тектоніка
Гори Хаджар простягаються на 700 км через ОАЕ та Оман. 

Вони розташовані у північно-східному куті Аравійської плити, та прямують від півострова Мусандам до східного узбережжя Оману. 
Ширина хребта становить близько 100 км, причому Еш-Шамс є найвищою вершиною на 3009 м у центральній частині гір. 

Зараз Аравійська плита рухається на північ у бік Євразійської плити 2-3 см на рік. 

Континентальна колізія відбувається в поясі складчастості та насуву Загрос на захід від півострова Мусандам. 

Межа цієї колізійної зони переходить у зону субдукції на сході. 
Тут океанічна кора Аравійської плити занурюється на північ під Євразію, що має назву Макранська зона субдукції. 

### Літологія
Геологію Хаджара можна згрупувати в чотири основні тектоностратиграфічні групи. 
Перша група — допермські породи фундаменту, осадова товща уламків, карбонатів і евапоритів. 
Друга група є товщею карбонатів континентального шельфу від середнього перму до пізньої крейди, що відкладалися неузгоджено над фундаментом. 
Третя група – серія покровів (алохтонних порід), що транспортувалися з північного сходу на південний захід горизонтально понад 300 км. 
Це була велика тектонічна подія пізньої крейди. 
Цей процес називається обдукцією, коли пермсько-середньокрейдовий континентальний схил (від мілководних до глибоководних) осадові породи та океанічна кора пізньої крейди (офіоліти Семаїла) були насунуті (обдуковані) над породами першої та другої груп. Нарешті, четверта група — мілководні морські та наземні осадові породи від пізньої крейди до міоцену, що відкладені поверх усіх трьох попередніх груп.

### Структура
Високогірний рельєф знаходиться навколо двох основних точок: Джабаль-Ахдар і Саїх-Хатат, що є великомасштабними антикліналями. 

Вершина Саїх-Хатат містить еклогіт на північному сході в Ас-Сіфа. 

Ці породи були заглиблені приблизно на 80 км у мантію, а потім ексгумовані назад на поверхню. 

Ця ексгумація створила, можливо, найбільшу складку мегаоболонки на Землі - Ваді-Май. 

Поширена думка полягає в тому, що ці еклогіти спочатку були основними вулканічними породами в межах переднього краю континентальної кори Аравійської плити. 
Ця передня кромка потім була субдукована з північно-східним зануренням. 

Проте деякі геологи вважають, що ці еклогіти були субдуковані через південно-західну зону субдукції. 

Дві точки розділені перевалом Семаїл. 
Це помітна лінійна структура, спрямована NNE—SSW. 
Проте досі точаться суперечки щодо того, що це за структура.
Різні геологи стверджують, що це лівобічний (лівосторонній) зсув, 

звичайний розлом, 
 
бічний нахил, 
 
монокліналь внаслідок сліпого насуву 

або розлом із кілька фаз деформації. 

### Охорона

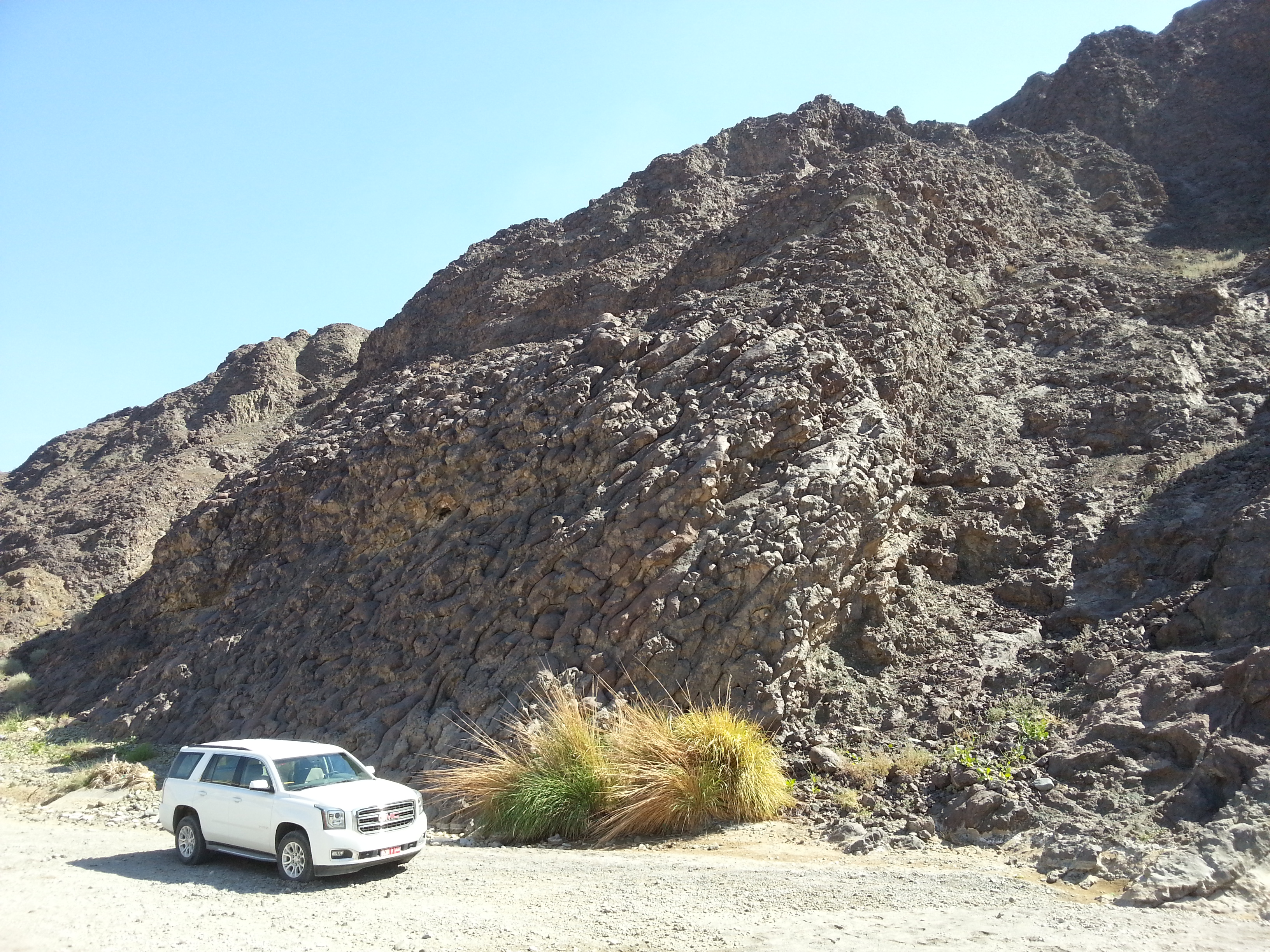
Подушечні базальти у Ваді Джиз, які є частиною офіолітової послідовності Семаїл. Вони були названі Geotimes Pillow Lavas після того, як їх фотографія була опублікована на обкладинці журналу Geotimes у 1975 році.

Геологічний літопис Оману надзвичайно цінний для геологів і потребує збереження. 

Він містить найповніші офіоліти на Землі, з яких він найвідоміший серед геологів. 
Послідовність офіолітів має вражаючу кульову лаву (Geotimes pillow lava), а також оголення викопної межі кора-мантія (Мохо). 
Як правило, офіоліти закриваються перед зіткненням континентів, що сильно деформує структуру первісної океанічної кори. 
Однак через те, що зіткнення континентів не відбулося в Хаджарі, Семаїл-офіоліти все ще неушкоджені. 
В Омані також є одна з найкраще збережених мега-оболонних складок, будь-коли виявлених, Ваді-Майх. 

Крім того, важливим є відносно невелике відслонення еклогіту. 
Еклогіт рідко зустрічається на поверхні Землі, оскільки це порода, яка утворюється під високим тиском глибоко в корі або мантії. 
З цих порід геологи можуть дізнатися про те, що відбувається в надрах Землі та про тектонічні процеси. 
В Омані також є різні локації скам’янілостей, що потребують захисту. 
Геологічна спільнота стурбована тим, що з розвитком інфраструктури ці породи, які містять багато інформації, будуть розкопані та знищені. 

### Сучасна топографія
Обдукція пізньої крейди створила прото-Хаджарські гори. 
Проте гори були зруйновані, і мілководне морське осадження розпочалось у регіоні, починаючи з палеоцену. 

Осадові породи від палеоцену до еоцену знаходяться на висоті 2200 м над рівнем моря в межах Хаджара 

і є складчастими. 
Це вказує на те, що сучасний рельєф сформувався після пізнього еоцену. 
Точний час обговорюється, і різні інтерпретації вказують на те, що рельєф утворився десь між пізнім еоценом та міоценом. 

Рушійні сили, які сформували Хаджар, також обговорюються. 
Багато геологів вважають зіткнення з Загрос причиною підняття гір, 

 , 
оскільки зараз півострів Мусандам (північно-західний кут гірського хребта) підіймається через це зіткнення. 
Проте Еш-Шамс, найвища вершина центральних гір, знаходиться на відстані понад 300 км від цієї зони. 
Крім того, немає значної сейсмічності в центральних горах 
 , 
що вказує на те, що гори зараз не деформуються, навіть попри зіткнення з Загросом.
  
Це вказує на те, що підйом, який створив сучасний рельєф, відбувся в минулому, можливо, до початку зіткнення Загросу, за механізмом, який повністю не вивчений.

## Географія

### Центральний Хаджар

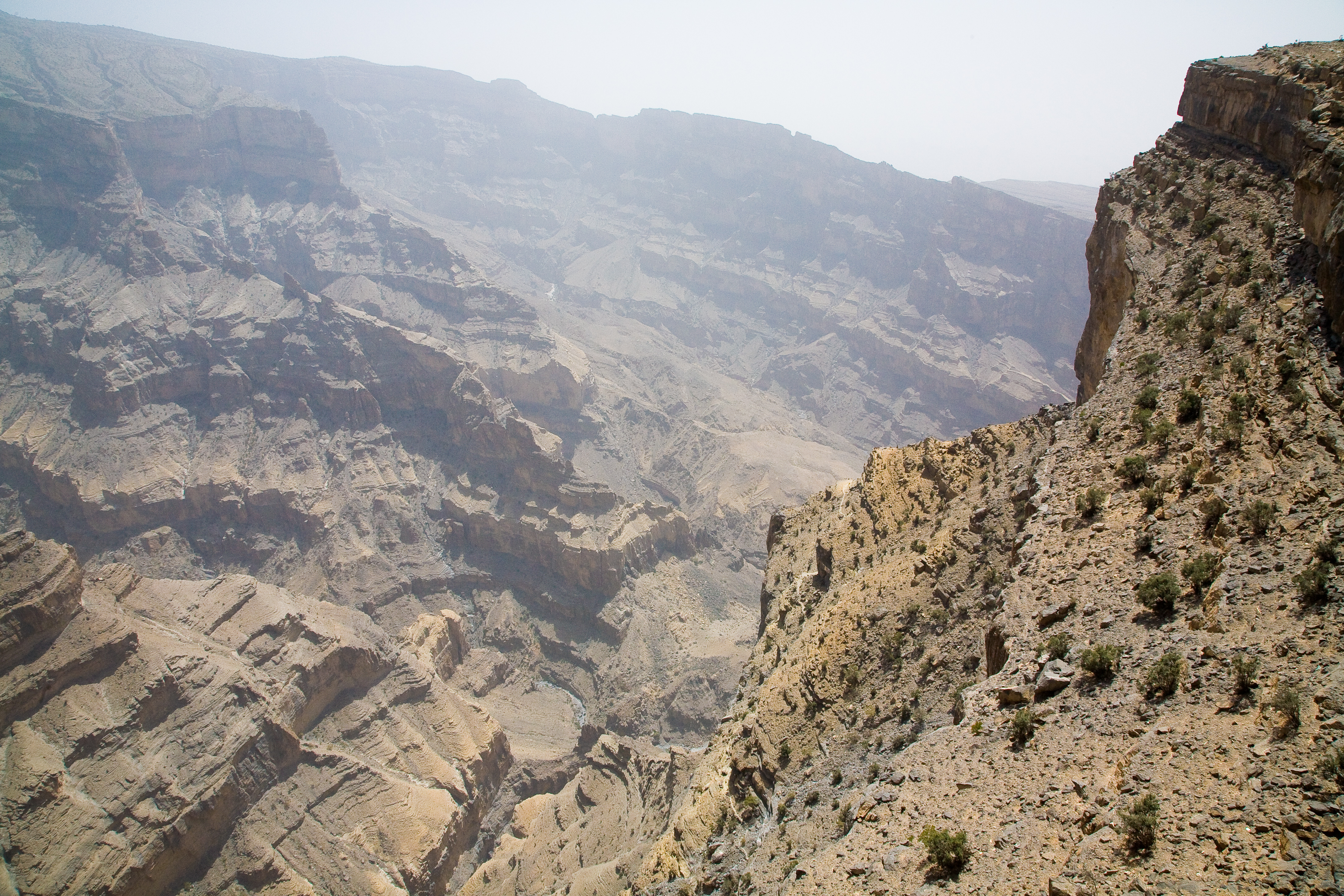
Еш-Шамс, найвища вершина Оману

Центральна частина Хаджара є найвищою та найдикішою місцевістю в країні. 
Еш-Шамс - найвищий хребет 
, 
за ним йде хребет Джебель-Ахдар. 
Останній 

і менший хребет Джебель-Нахль обмежено на сході долиною Самаїл (яка веде на північний схід до Маскату). 

### Східний Хаджар
На схід від Самаїлу знаходяться Східний Хаджар (араб. ٱلْحَجَر ٱلشَّرْقِي, трансліт. Al-Ḥajar Ash-Sharqī), який простягається на схід (набагато ближче до узбережжя) до портового міста Сур
, 
майже у найсхіднішій точці Оману.

### Західний Хаджар

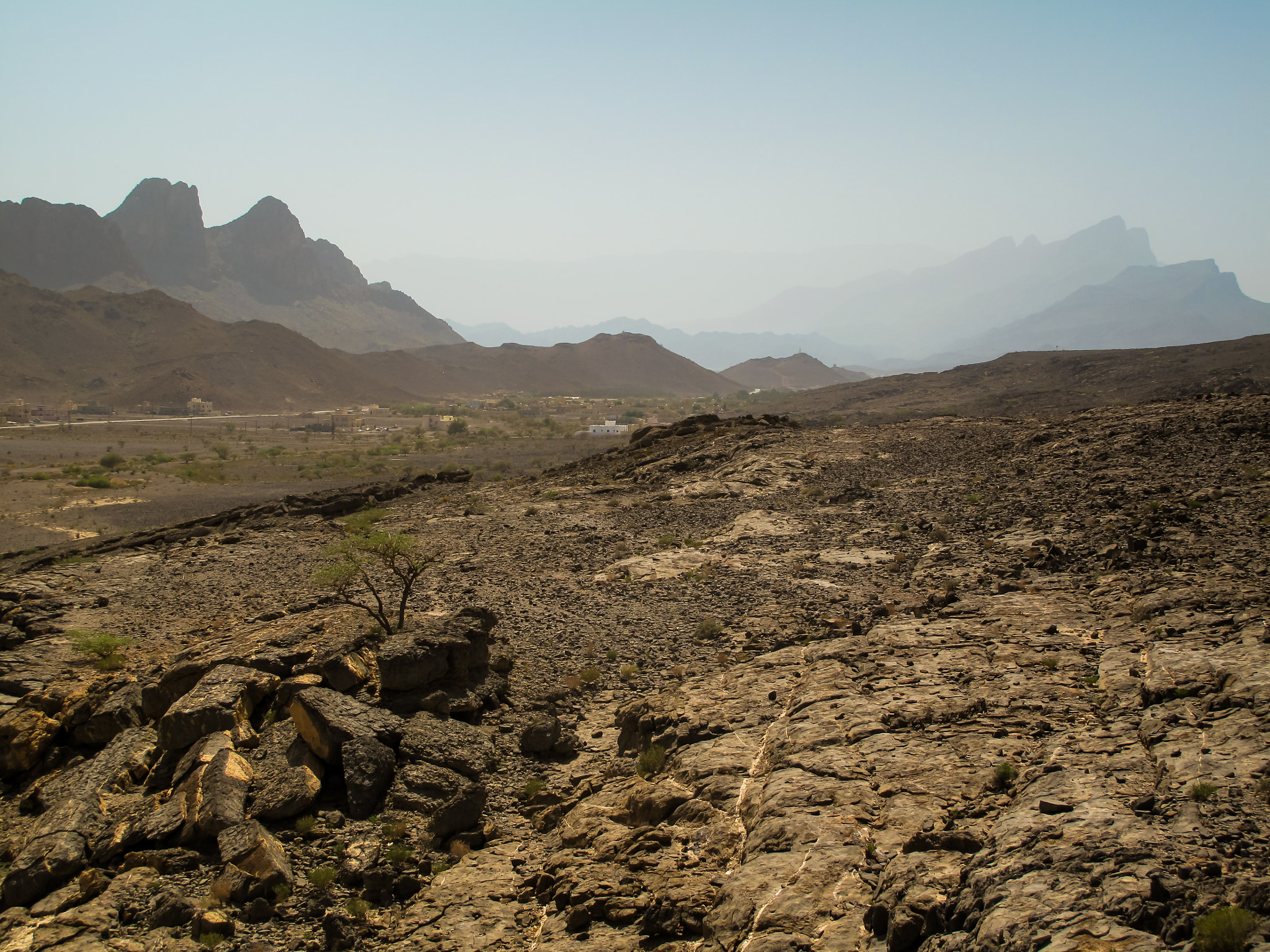
За межами Аль-Хута біля Нізви, Оман

Гори на захід від долини Самаїл, зокрема на півострові Мусандам і в ОАЕ, 

відомі як Західний Хаджар (араб. ٱلْحَجَر ٱلْغَرْبِي, трансліт. Al-Ḥajar Al-Gharbī), 
також відомий як «Справжній Оман». 
Оскільки Джабаль-Ахдар і гори в його околицях знаходяться на захід від долини, їх можна вважати Західним Хаджаром. 

#### Відгалуження
У регіоні Тавам
що містить прилеглі поселення Ель-Бураймі та Аль-Айн на кордоні Оману та ОАЕ Емірат Абу-Дабі, лежить Джебель-Хафіт (1100–1400 м),, що можна вважати відгалуженням Хаджар.
Ці гори мають хребти, що простягаються на північ до міста Аль-Айн.

#### Руус аль-Джібал

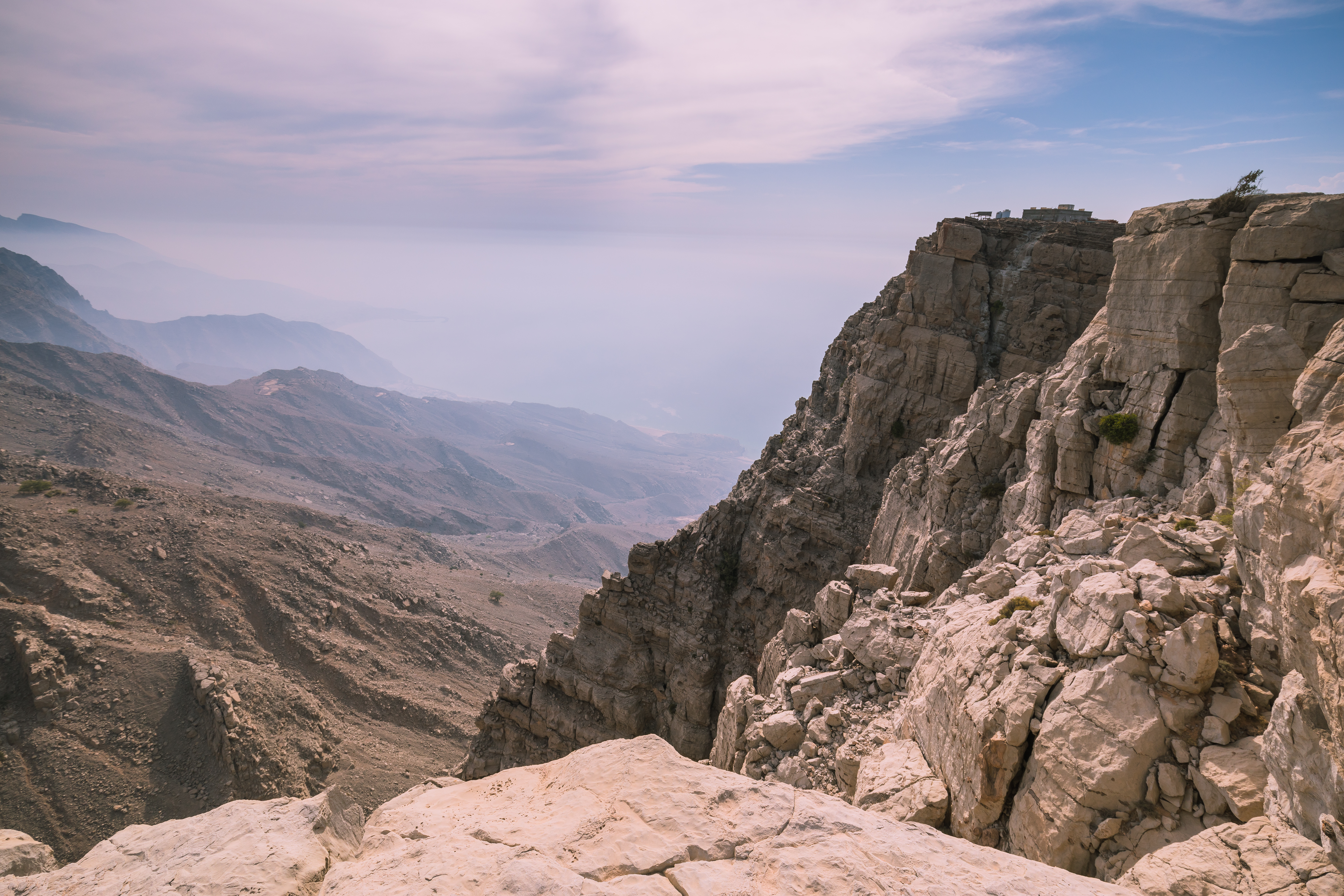
Руус аль-Джібаль у провінції Мусандам в Омані, на північ від ОАЕ міста та емірату Рас-ель-Хайма

Найпівнічніші гори хребта Хаджар знаходяться на півострові Мусандам. 
З цієї причини до них, або до самого півострова, застосовується фраза Руус аль-Джібал ("Вершина гір"). 
Попри те, що фізично вони є частиною західного Хаджара, вони відрізняються геологією та гідрологією від решти гір. 

Найвища точка ОАЕ — знаходиться на схилі Джебель-Джаїс поблизу Рас-Аль-Хайма , що має висоту 1934 м від рівня моря, 
 
але оскільки вершина знаходиться на території Оману,  Джебель-аль-Мебра, що має висоту понад 1500 м, є найвищою вершиною в ОАЕ. 

#### Шумайліях
Гори, що розташовані на узбережжі Шумайлія (араб. شَمَيْلِيَّة) Оманської затоки, на півночі еміратів ОАЕ: Шарджа, Рас-Аль-Хайма та Ель-Фуджайра
, 
також можуть називатися Шумайлія (араб. شُمَيْلِيَّة).

## Флора і фауна

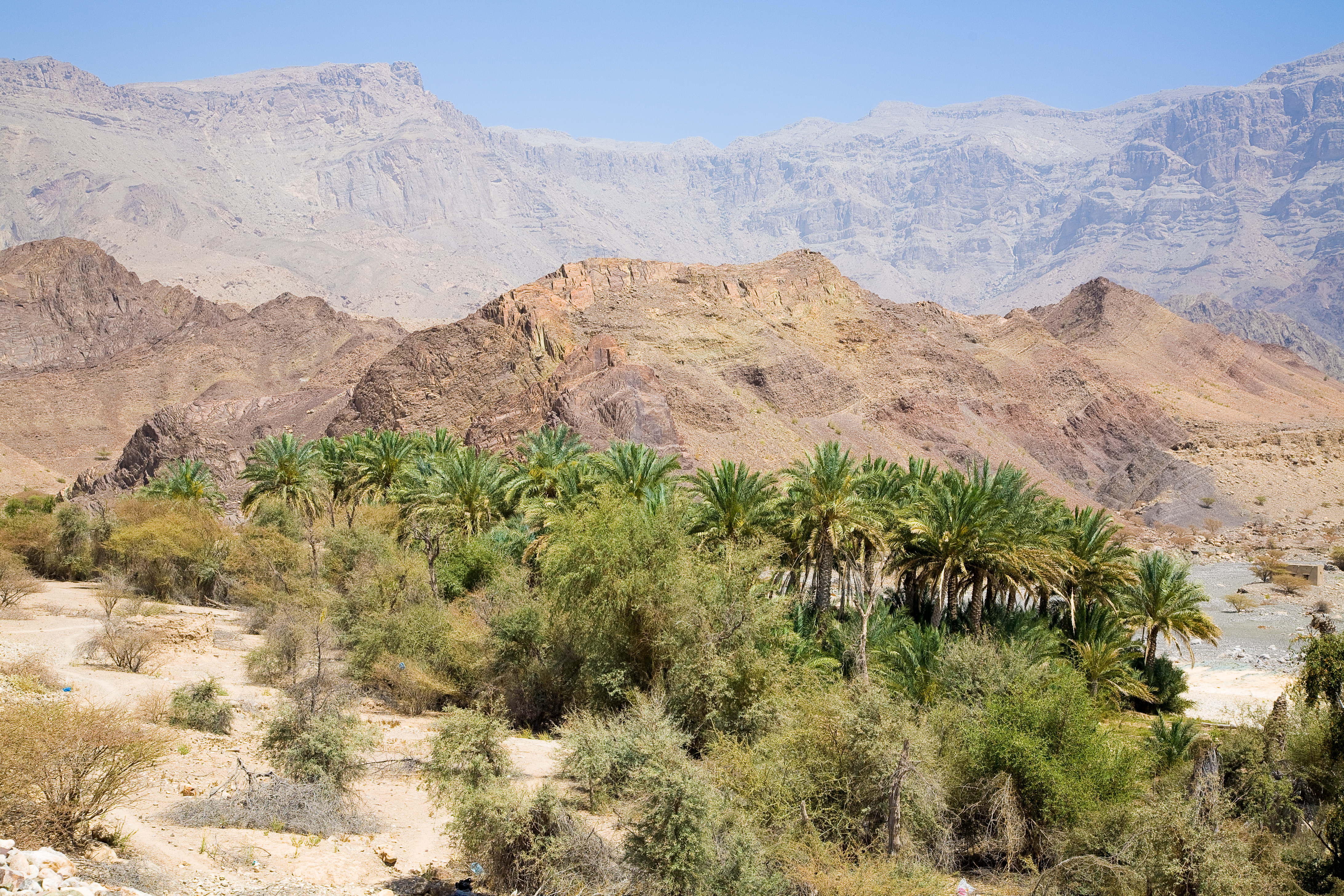
Фінікові пальми та інші дерева серед східного Хаджара, біля східного узбережжя Оману

Порівняно з більшістю території Аравії, гори багаті рослинним світом, та містить низку ендемічних видів. 
Рослинність змінюється з висотою, гори покриті чагарниками на нижчих висотах, що стають густішими, а потім стають лісами, та містять дикі оливкові та фігові дерева на висоті 1110 — 2510 м, а ще вище ростуть ялівці. 
Фруктові дерева, такі як гранат і абрикос, вирощують у прохолодніших долинах, а місцями є скелясті оголення з невеликою рослинністю. 
Флора демонструє схожість з гірськими районами сусіднього Ірану, а також з районами вздовж Червоного моря на Африканському Розі. 
Наприклад, і тут і в Сомалі зустрічається дерево Ceratonia oreothauma . 

У горах серед птахів варто відзначити Neophron percnopterus і Torgos tracheliotos. 
Серед ссавців — гірська газель (Gazella gazella) і аравійський тахр (Arabitragus jayakari). 

Серед геконів і ящірок  варто відзначити ендеміків: Asaccus montanus, Asaccus platyrhynchus, Pristurus gallagheri, Asaccus caudivolvulus, Asaccus gallagheri, Pristurus celerrimus, Omanosaura jayakari та Omanosaura cyanura. 
Леопард аравійський, що перебуває під загрозою зникнення, був зареєстрований тут, 
 
зокрема в районі Ель-Хасаб у північній частині Мусандаму. 

Подібно до Руус аль-Джібал 
, 
район Джебель-Хафіт відомий тим, що містить рідкісну флору та фауну. 

Наприклад, у лютому 2019 року тут був помічений аравійський каракал

, 
а в березні — лисиця Бланфорда

, 
про яку також повідомлялося в горах Рас-Аль-Хайма. 